# Brassó–Zernest-vasútvonal
A Brassó–Zernest-vasútvonal egy 27 kilométer hosszúságú, normál nyomtávolságú, nem villamosított vonal. Brassó városát köti össze a tőle nyugatra, a Királykő-hegység lábánál elhelyezkedő Zernesttel. 1891-ben nyitották meg, és ma is használatban van.

## Története
Brassó szárnyvonalainak kiépítését már 1879-ben javasolták; a terveket 1888-ban hagyták jóvá. A vasút építése és üzemeltetése céljából 1890-ben megalakult a budapesti székhelyű Brassó–Háromszéki HÉV (rövidítve BHHÉV) részvénytársaság.
A Brassó és Zernest közötti vasút építésének egyik fő indítéka a szén, fa, mezőgazdasági termékek, papír (Zernesten 1857-ben létesült papírgyár) szállítása és ezáltal a környék iparának fellendítése volt; építését többek között George Bariț is szorgalmazta. A kezdetben 25,5 kilométeres vonalat a BHHÉV 1890 májusában kezdte építeni, és 1891. június 24-én adta át. A brassói végállomás Bertalan (Bartolomeu) pályaudvar volt, melyet 1891. június 6-án nyitottak meg.
Az első világháború után a vasút a román CFR-hez került, aki egészen 2004-ig üzemeltette. 2004 szeptemberében a veszteséges vonalat átvette a SC RCCF Trans SRL, majd 2005-ben a Regiotrans magánvállalat. A vonalon jelenleg dízel motorvonatok üzemelnek, napi 9 járattal.